# 碧山汪氏世祠
碧山汪氏世祠（十三门大本堂），位于中国安徽省黄山市黟县碧阳镇碧山村碧东组，由汪氏家族建于清代，是碧山村内原有的36座汪姓祠堂中的总祠堂。
该建筑规模宏大，五开间二进，面阔19.55米，进深42.86米，面积达837.9平方米。门屋五凤楼已修复。
2017年，碧山汪氏世祠公布为黄山市文物保护单位。2019年3月28日，碧山汪氏世祠公布为第八批安徽省文物保护单位。